# Mychonia rubida
Mychonia rubida là một loài bướm đêm trong họ Geometridae.